# GE P30CH
GE P30CH(영어: GE P30CH)는 미국 제너럴 일렉트릭에서 개발한 디젤 및 전기 기관차로, 미국의 철도 기업인 암트랙의 발주로 개발되었고 1975년부터 1976년까지 25대가 생산되었다. 기존 자사의 GE U30C 디젤 기관차를 베이스로 개발되었다.

## 개요
암트랙이 보유하던 기관차 중에서 공장 출고 단계부터 최초로 HEP를 내장한 차량으로 디트로이트 디젤의 발전기 2세트가 탑재되었다. C-C 6축 구성으로 되었는데 당시 여객용 기관차에 대한 경험이 전무하면서 암트랙은 최소 회전 반경이 더 좋은 B-B 4축 구성으로 도입하게 된다.
1992년에 모두 퇴역 되면서 모두 폐차된 상태다.

## 사진

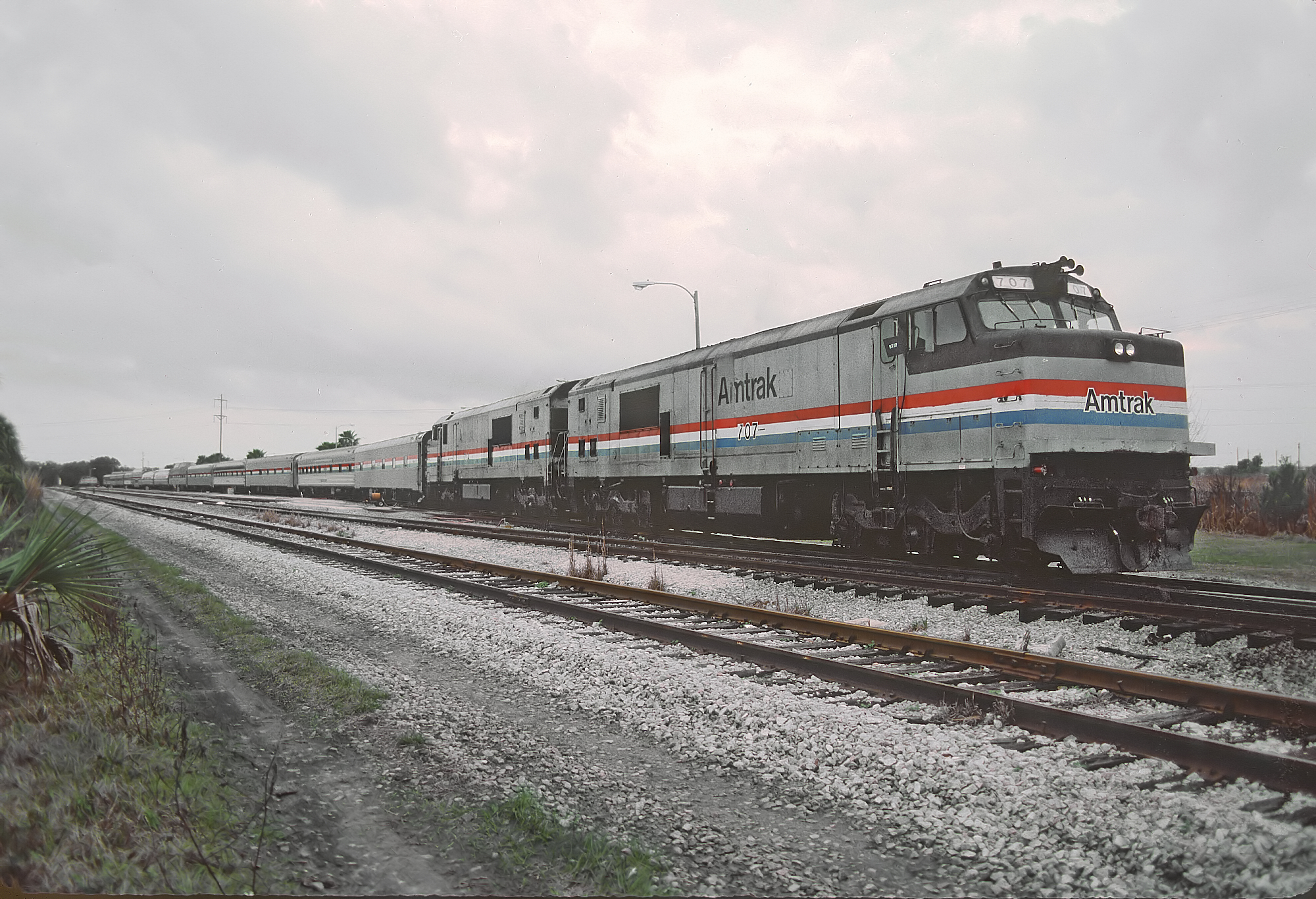
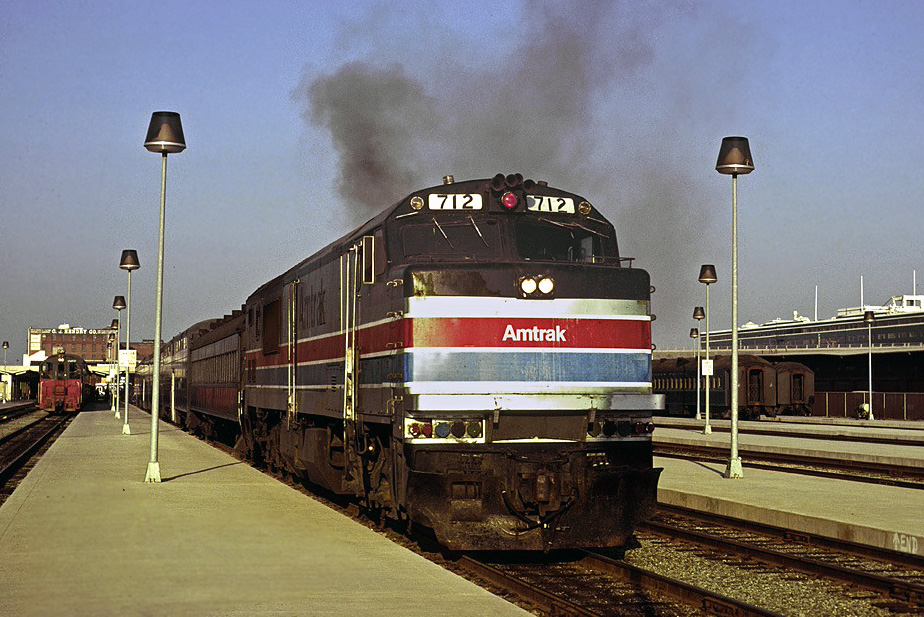